# 詹姆斯·莱特希尔
詹姆斯·莱特希尔爵士 FRS（1924年1月23日—1998年7月17日），英国应用数学家，尤以其在气动声学领域的贡献而著称。

## 生平
莱特希尔出生于法国巴黎，1943年毕业于剑桥大学三一学院。1946年至1959年间，担任曼彻斯特维多利亚大学拜尔应用数学教授。此后曾任皇家航空研究院主任。1964年，出任伦敦帝国学院的皇家学会常任教授。五年之后他回到母校剑桥大学，接替保罗·狄拉克出任卢卡斯数学教授。1979年斯蒂芬·霍金接替了他的卢卡斯教授席位，他则前往伦敦大学学院任教务长。
莱特希尔获得过皇家奖章（1964年）、艾利奥特·克雷森奖章（1975年）、数学及其应用学会金质奖章（1982年）、德维希·普朗特指环（1983年）、科普利奖章（1998年）等众多荣誉。
1998年，莱特希尔在萨克岛游泳时因心脏病发去世，终年74岁。